# Franz Xaver von Bendel
Franz Xaver von Bendel (* 25. November 1713 in Graz; † 10. September 1800 ebenda) war ein österreichischer  Jesuit und Dichter.

## Leben
Franz Xaver, Edler von Bendel, war ein Sohn des innerösterreichischen Hofkammerrates Heinrich Edler von Bendel und der Franziska von Zunggo. Er trat 1729 in die Gesellschaft Jesu ein und wurde 1744 zum Doktor der Theologie promoviert. Er lehrte 1746 und 1747 Poesie und Rhetorik in Graz, Philosophie in Linz und Passau und Theologie in Agram und Klagenfurt. 1763 wurde er Subminister, Gymnasialpräfekt und Prokurator an der Theresianischen Ritterakademie in Wien. Nach der Aufhebung des Jesuitenordens 1773 lebte er in Pension in Graz.
Er war ein vertrauter Freund des Schriftstellers Michael Denis und des Wiener Erzbischofs Graf Hohenwart. Er hatte Deutschland und Italien durchreist und sprach außer der deutschen und lateinischen Sprache Französisch, Italienisch und Englisch. Bis zu seinem Tod war er literarisch tätig, u. a. verfasste er lateinische Verse. Von ihm wurde 1746 und 1747 zu Graz gedruckt Prosopopeja illustrium Styriae Heroum in zwei Teilen. Im Manuskript hinterließ er Carmina epica, das Schauspiel Unschuld, Freundschaft und Liebe und noch andere Gedichte und Theaterstücke.

## Werke
- Prosopopeja illustrium Styriae Heroum. Partes II, Graz 1746 und 1747